# Polyurethaangebonden oeverbekleding

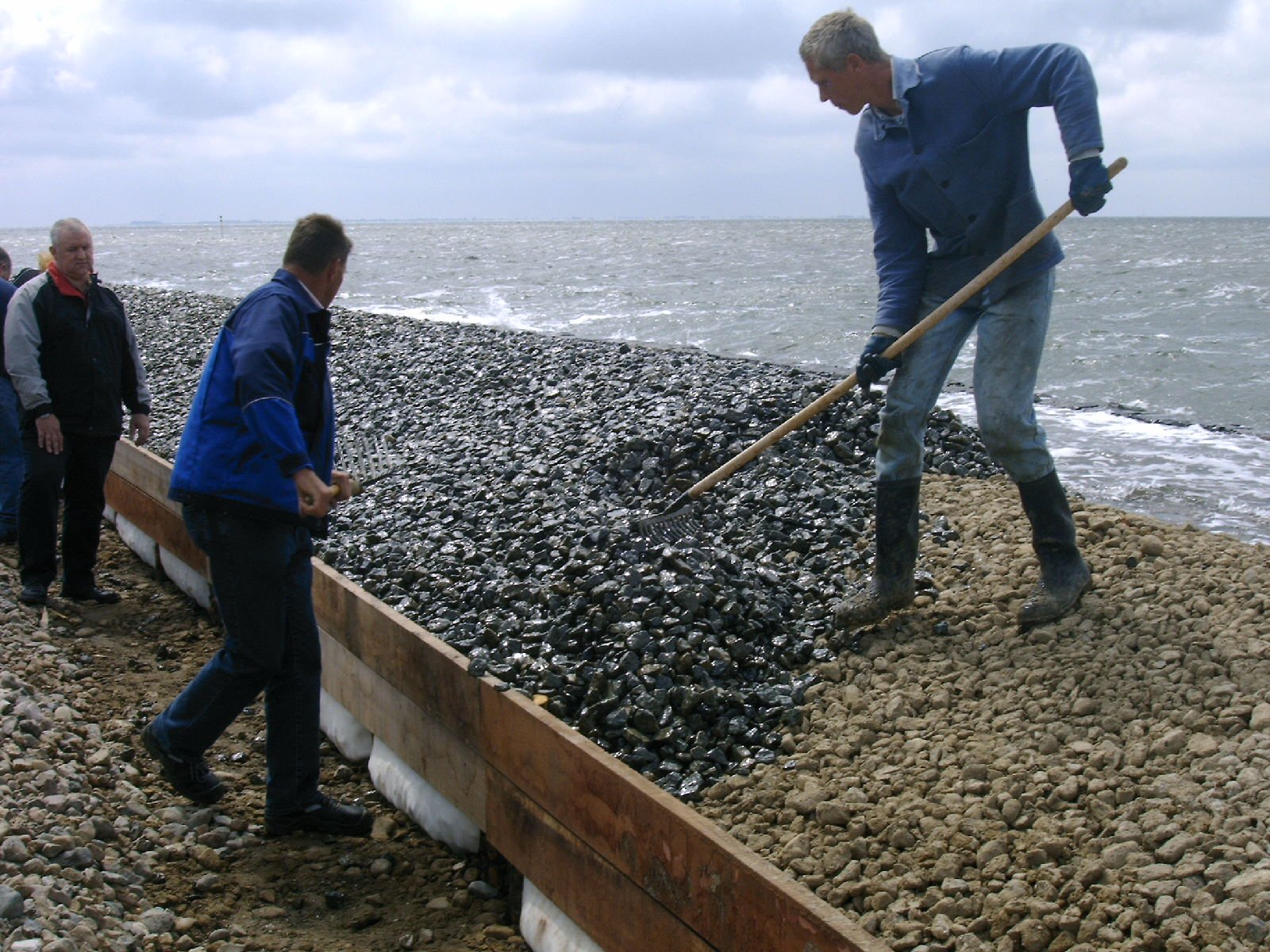
Kade van Elastocoast bij Hallig Gröde in Duitsland

Een polyurethaangebonden oeverbekleding is een oeverbekleding die bestaat uit steenslag, verbonden door een heel dun polyurethaanlaagje dat alle individuele stenen omhult. Vaak wordt de Engelse afkorting PBA (Polyurethane Bonded Aggregate) gebruikt. Het materiaal is in 2004 op de markt gebracht door Elastogran, een dochteronderneming van BASF onder de merknaam Elastocoast.

## Achtergrond
De polyurethaan lijmverbinding is heel sterk, en heeft een taaie breuk. Schade aan een glooiing door golfkrachten is daardoor onwaarschijnlijk. Omdat het een zeer poreus materiaal is, kan er overdruk opgebouwd worden, dus dat is ook geen bezwijkmechanisme. Vermoeiing en veroudering zijn ook niet relevant voor bezwijken. Uit grootschalige proeven in de grote golfgoot van het Forschungszentrum Küste Hannover is wel gebleken dat als de laag PBA erg dun is, en direct op een geotextiel op zand geplaatst is, golfklappen kunnen leiden tot verweking van het zandpakket. Het zand gaat zich dan als een dikke, zware vloeistof gedragen die het geheel wel kan opdrukken.
Het probleem van de verweking kan eenvoudig opgelost worden door een extra laag (ongebonden) steenslag onder de PBA laag te plaatsen.
Een belangrijke eis is wel dat de steenslag goed droog moet zijn als deze met het polyurethaan vermengd wordt; dit vereist een zorgvuldige uitvoering door de aannemer.

## Uitvoering en milieu

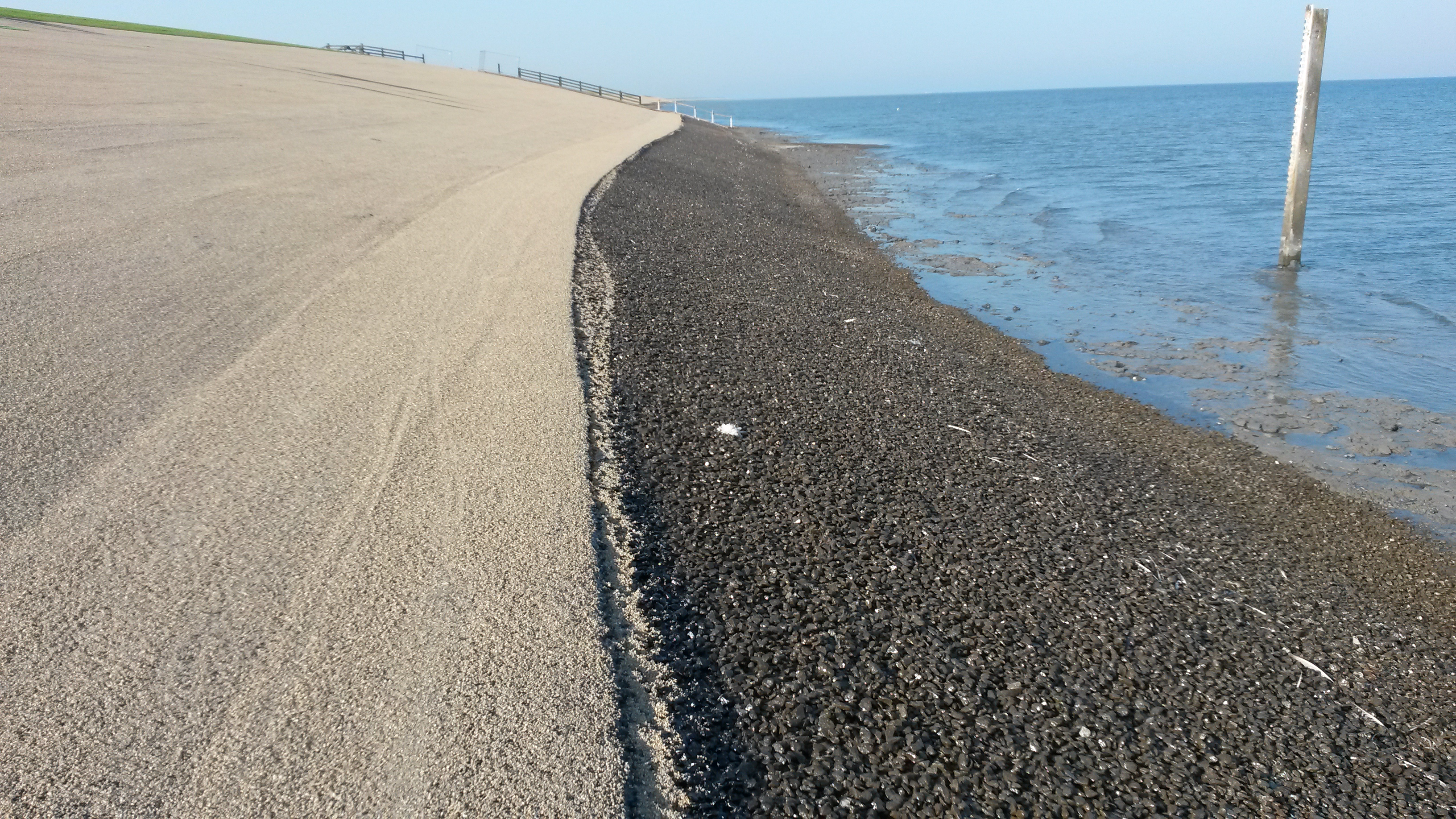
PBA als overlaging van een basaltglooiing bij Holwerd, Friesland

In Nederland is PBA een aantal malen toegepast als overlaging van een (afgekeurde) steenzetting. Dit kan goed werken. Bij een werk in Friesland is wel gebleken dat als er erg veel losse stenen over de glooiing kunnen rollen, er een grote kans op schade is.
PBA blijkt heel geschikt voor reparatiewerk op lastig bereikbare plaatsen, zoals een aantal kades in het Duitse Halligen gebied.
Proeven hebben ook laten zien dat het materiaal goed door algen begroeid kan worden en geen toxische uitlating geeft.

## Oploop

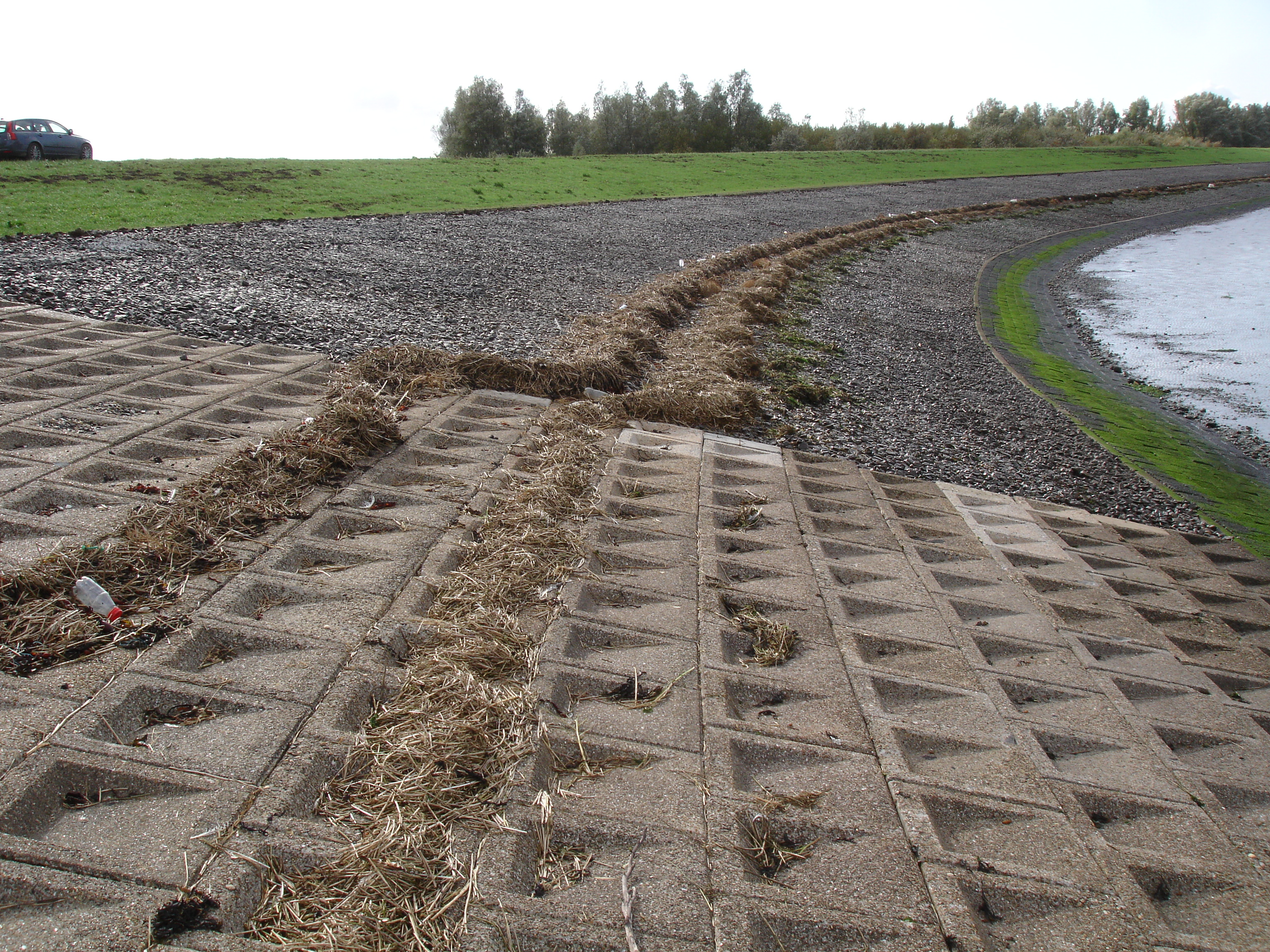
veekranden op een dijk langs de Bathpolder

Door de grote porositeit van het PBA is de golfoploop minder dan op een glad talud. Bijgaande foto illustreert dit duidelijk aan de hand van het veek. De oploop op het PBA is duidelijk minder dan op de haringmanblokken op de voorgrond.